# کاکوگاوا، هیوگو
کاکوگاوا در استان هیوگو در کشور ژاپن  واقع شده‌است  که دارای جمعیت ۲۶۷٬۶۳۱ نفر و مساحت ۱۳۸٫۵۱ کیلومتر مربع با تراکم جمعیت ۱٬۹۳۲  نفر در کیلومترمربع است و در تاریخ ۱۵ ژوئن ۱۹۵۰ به عنوان شهر شناخته شد.